# Lanrelas
Lanrelas (tiếng Breton: Lanrelaz) là một xã của tỉnh Côtes-d’Armor, thuộc vùng Bretagne, tây bắc Pháp.

## Dân số
Người dân ở Lanrelas được gọi là Lanrelasiens.